# Saint-Antonin-Noble-Val
Saint-Antonin-Noble-Val (okzitanisch: Sent-Antonin) ist eine französische Gemeinde mit 1.951 Einwohnern (Stand: 1. Januar 2022) im Département Tarn-et-Garonne in der Region Okzitanien. Saint-Antonin-Noble-Val gehört zum Arrondissement Montauban und zum Kanton Quercy-Rouergue. Die Einwohner werden Saint-Antoninois genannt.

## Geografie

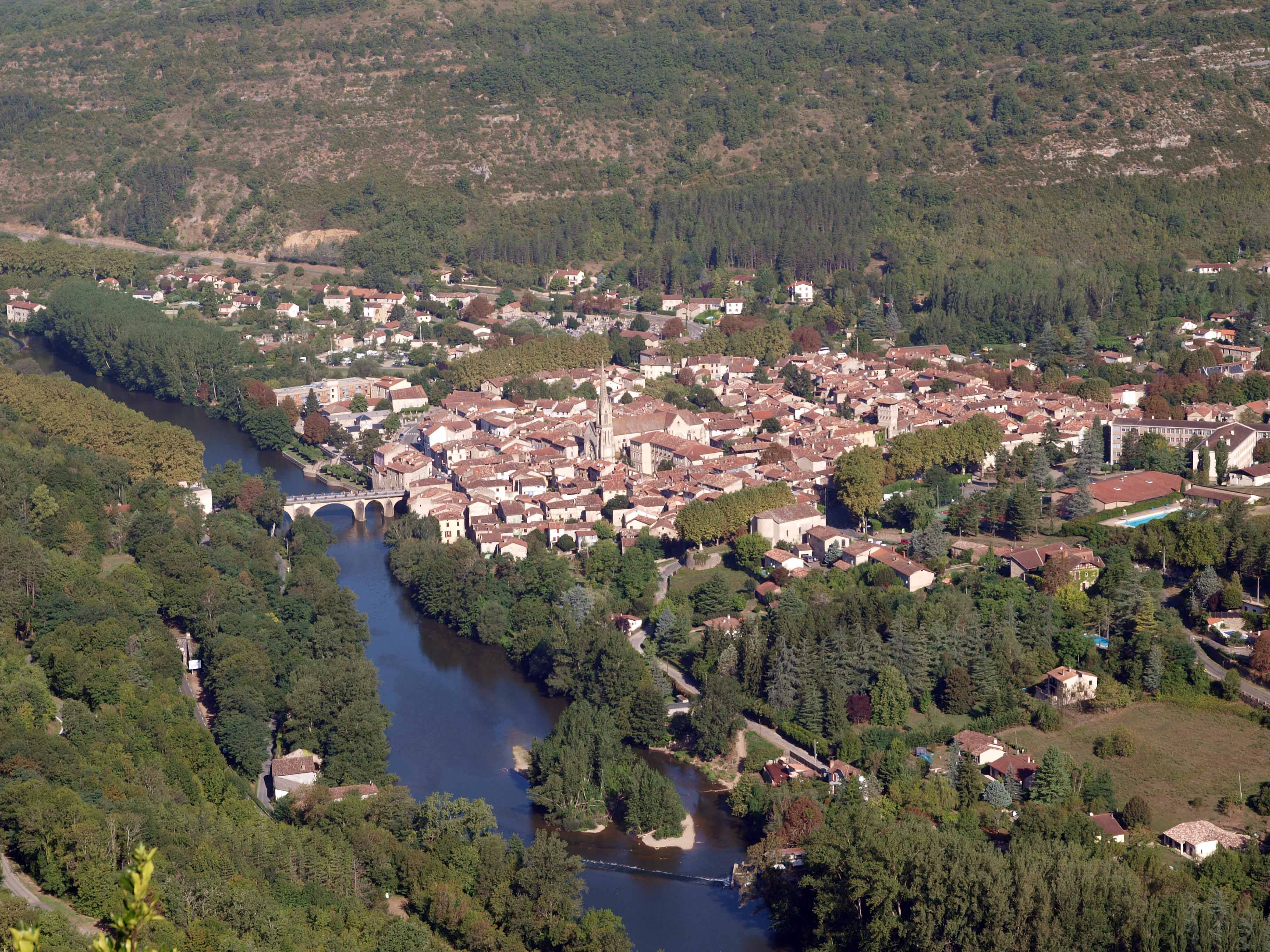
Saint-Antonin-Noble-Val aus der Luft

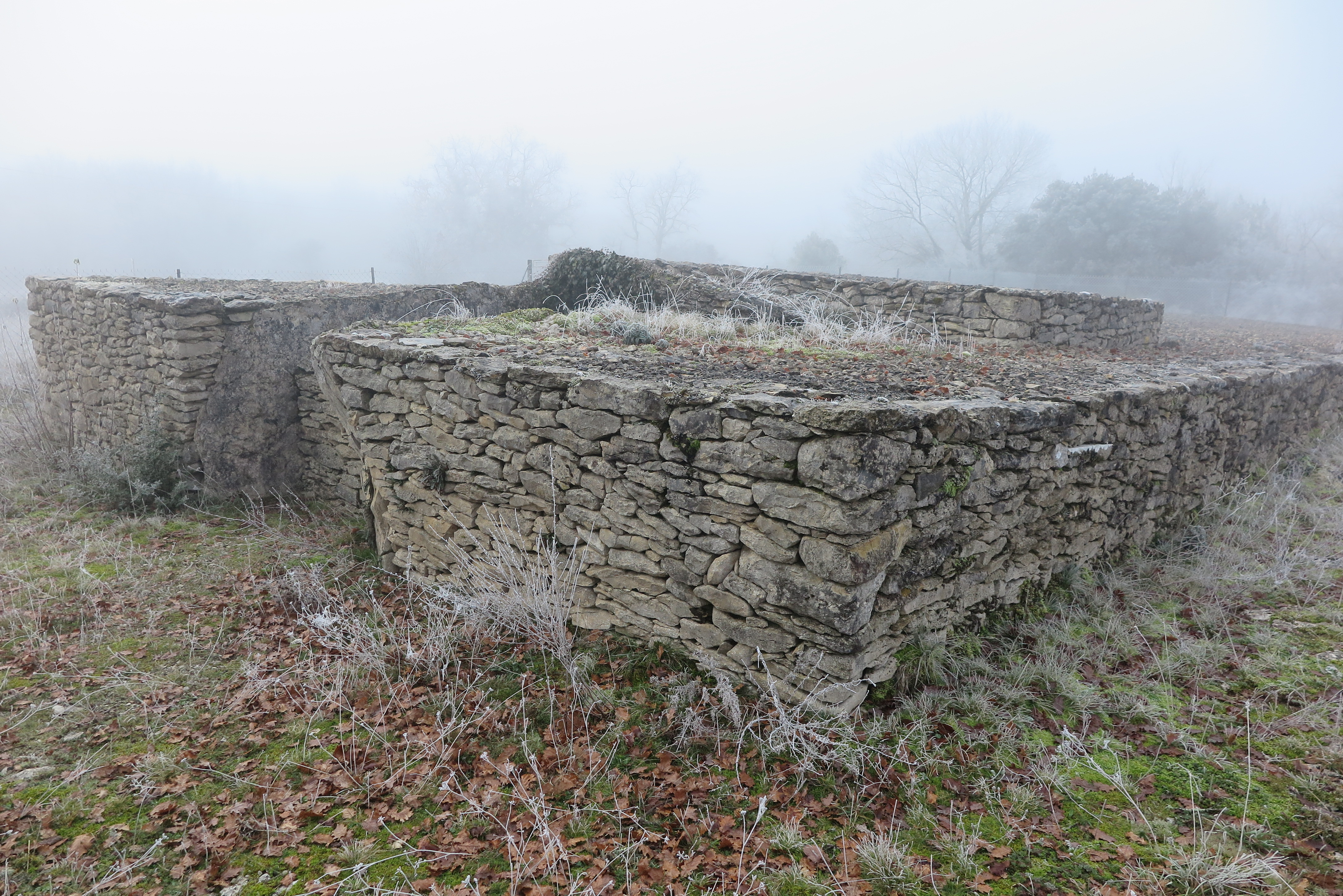
Dolmen du Pech (St-Antonin-Noble-Val)

Saint-Antonin-Noble-Val liegt am Zusammenfluss von Bonnette und Aveyron. Umgeben wird Saint-Antonin-Noble-Val von den Nachbargemeinden Caylus im Norden, Espinas im Norden und Nordosten, Féneyrols im Osten, Saint-Michel-de-Vax und Vaour im Südosten, Penne und Cazals im Süden, Montricoux und Saint-Cirq im Südwesten, Septfonds im Westen sowie Lavaurette im Nordwesten.
Durch die Gemeinde führt die frühere Route nationale 658 (heutige D5).

## Geschichte
In den Höhlen am Aveyron wurden Malereien der frankokantabrischen Höhlenkunst sowie zahlreiche Werkzeuge und Artefakte aus Knochen aus der Zeit zwischen 18000 und 12000 vor Christus entdeckt.
Während des Mittelalters war Saint-Antonin bzw. La Valette der Sitz eines Vicomte. Im 17. Jahrhundert wurde der Ort eine Hochburg der Protestanten.

### Bevölkerungsentwicklung
| 1962 | 1968 | 1975 | 1982 | 1990 | 1999 | 2006 | 2012 | 2018 |
| ---- | ---- | ---- | ---- | ---- | ---- | ---- | ---- | ---- |
| 1899 | 1814 | 1743 | 1830 | 1867 | 1887 | 1797 | 1891 | 1848 |

## Sehenswürdigkeiten
- Dolmen de Canelle, Dolmen de Las Gamasses, Dolmen du Pech
- Kirche Saint-Antonin
- Kirche Sainte-Sabine in Sainte-Sabine
- Kirche Notre-Dame de la Nativité in Servanac
- Kirche Notre-Dame-du-Rosaire in Le Bosc
- protestantische Kirche in Saint-Antonin
- Priorei von Costejean
- Kapelle Notre-Dame
- der frühere Konvent der Génovéfains, heutiges Rathaus
- Oratorium in Servanac
- Reste der früheren Burg (Palas des Vicomte)
- historischer Ortskern
- Markthalle mit Marktkreuz aus dem 14. Jahrhundert
- Brücke über den Aveyron

## Trivia
- Saint-Antonin-Noble-Val gehört zu den Gemeinden der Cittàslow-Bewegung.
- Die Stadt diente als einer der Hauptdrehorte für den Film Madame Mallory und der Duft von Curry.